# Brachychthonius hauserorum
Brachychthonius hauserorum är en kvalsterart som först beskrevs av Sandór Mahunka 1979.  Brachychthonius hauserorum ingår i släktet Brachychthonius och familjen Brachychthoniidae. Inga underarter finns listade.